# Сад зниклих безвісти
Сад зниклих безвісти (івр. גן הנעדרים‎‎, Ґан га-неедарім) — меморіальний сад в Горі Герцля у Єрусалимі. Він розташований на Національному військовому кладовищі. Сад присвячений зниклим безвісти в ході бойових дій, місце поховання яких невідоме, з 1914 і до сьогодні, а також тимчасовий пам'ятник невідомим солдатам, яких планується перемістити до Національного меморіалу, який побудований при вході до кладовища. Меморіальний сад містить імена солдатів і офіцерів, які служили в ізраїльській армії та ізраїльської поліції, місце поховання яких невідоме.
В 1954 році в саду була виявлена стародавня єврейська печера .
Початково сад був присвячений «зниклим безвісти слугам правопорядку», з 2004 року сад присв'ячується пам'яті усіх захисників Ізраїлю, що загинули з 1914 і дотепер, доля яких залишається невідомою донині. Сад, в тому числі «пусті» могили з меморіальними дошками з усіма іменами «зниклих безвісти в ході бойових дій Ізраїлю» розташований поруч з Меморіал Плаза.
Пам'ятник 23-ом потопленим у морі знаходиться поруч з садом.

## Галерея

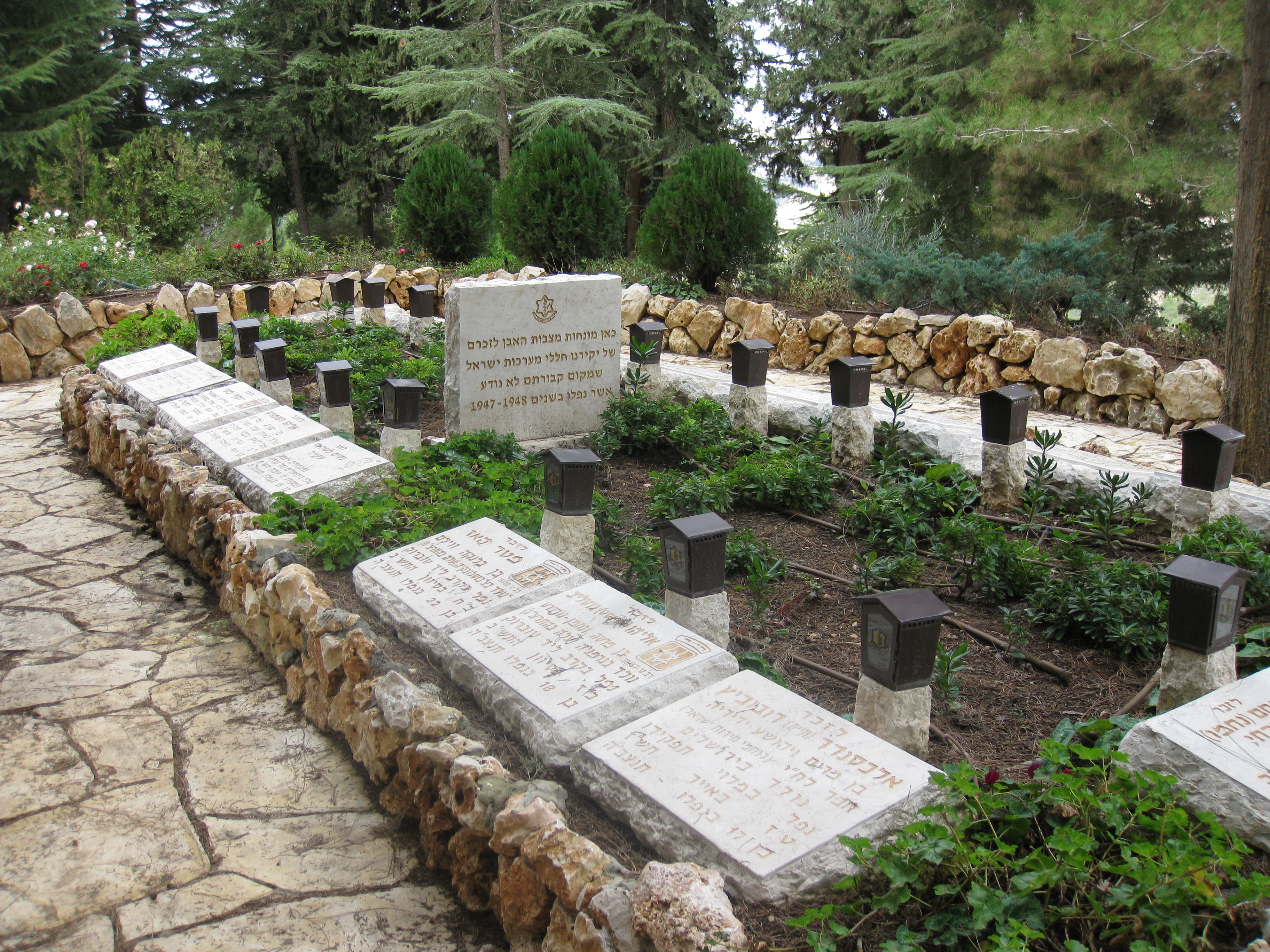
Пусті могили
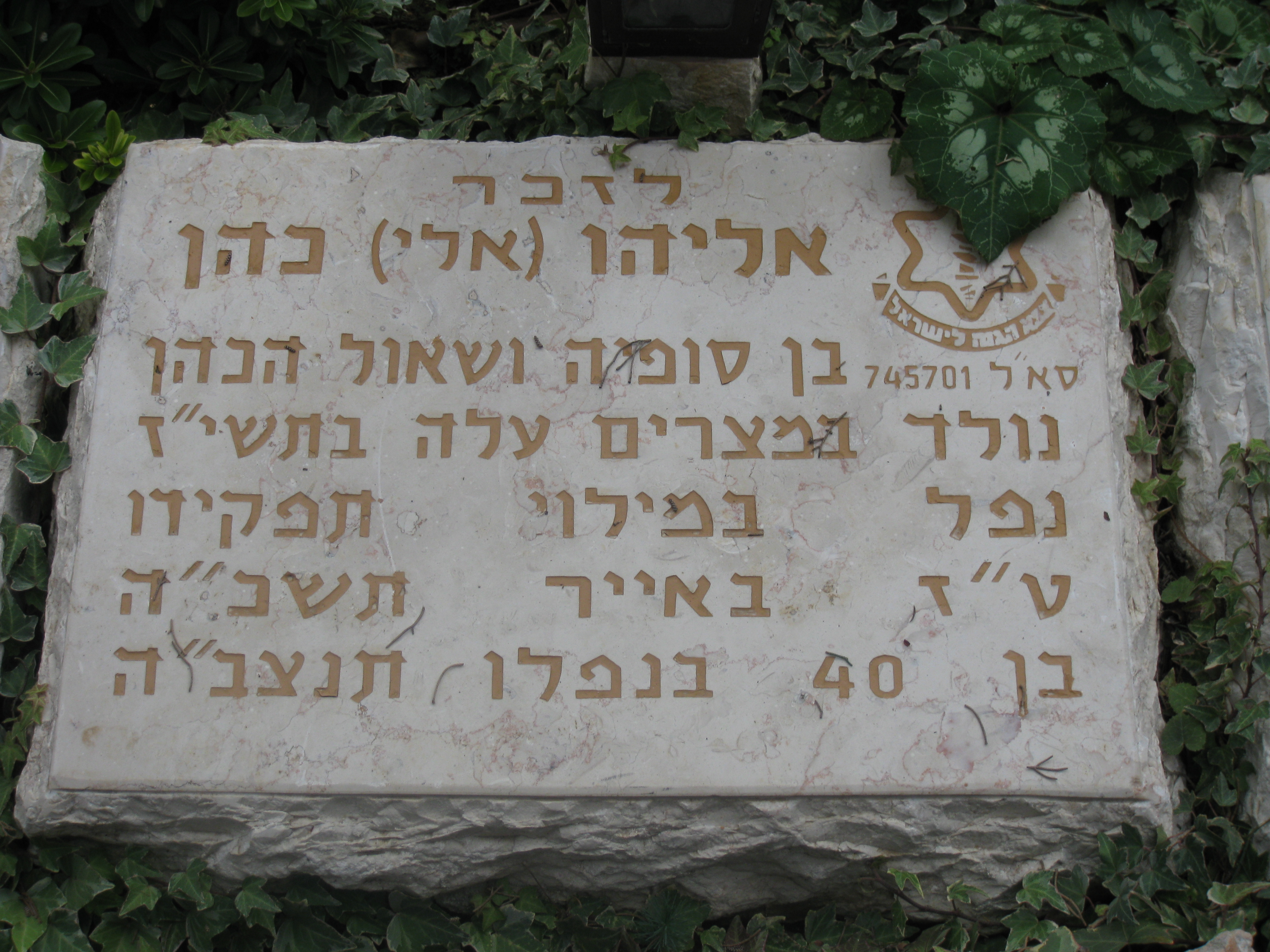
Меморіал Елі Коена
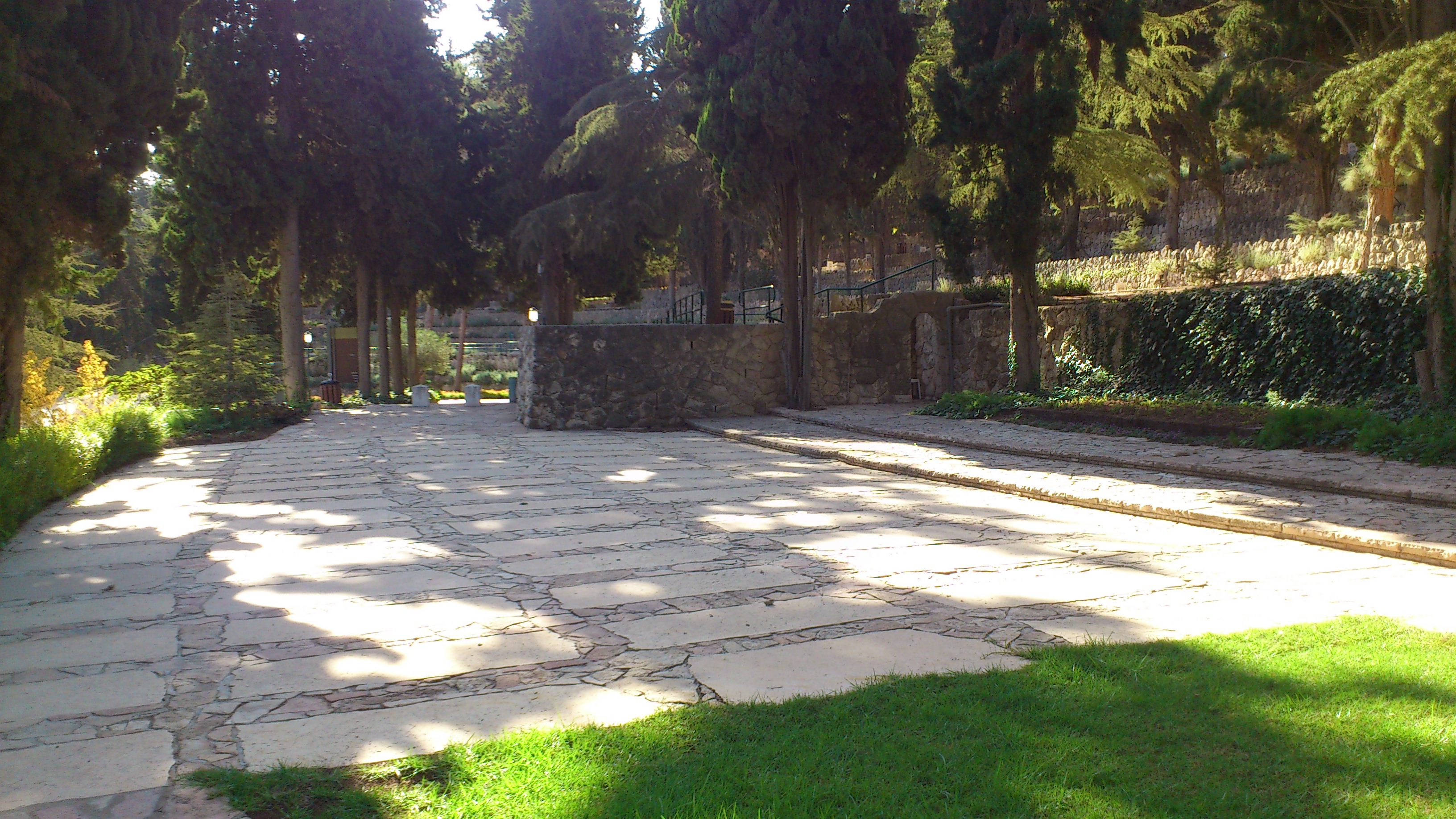
Меморіал Плаза
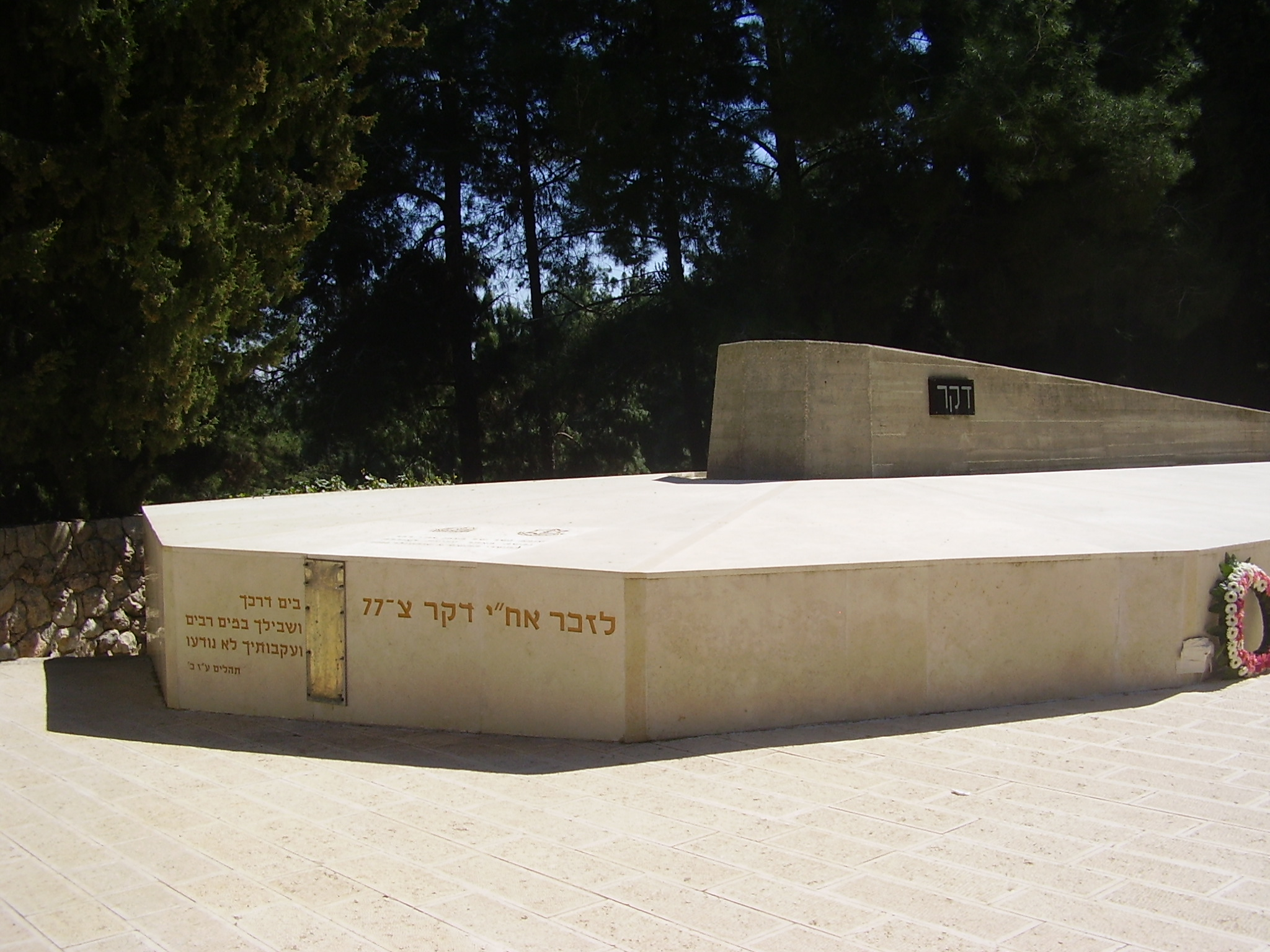
Меморіал підводного човна Дакар
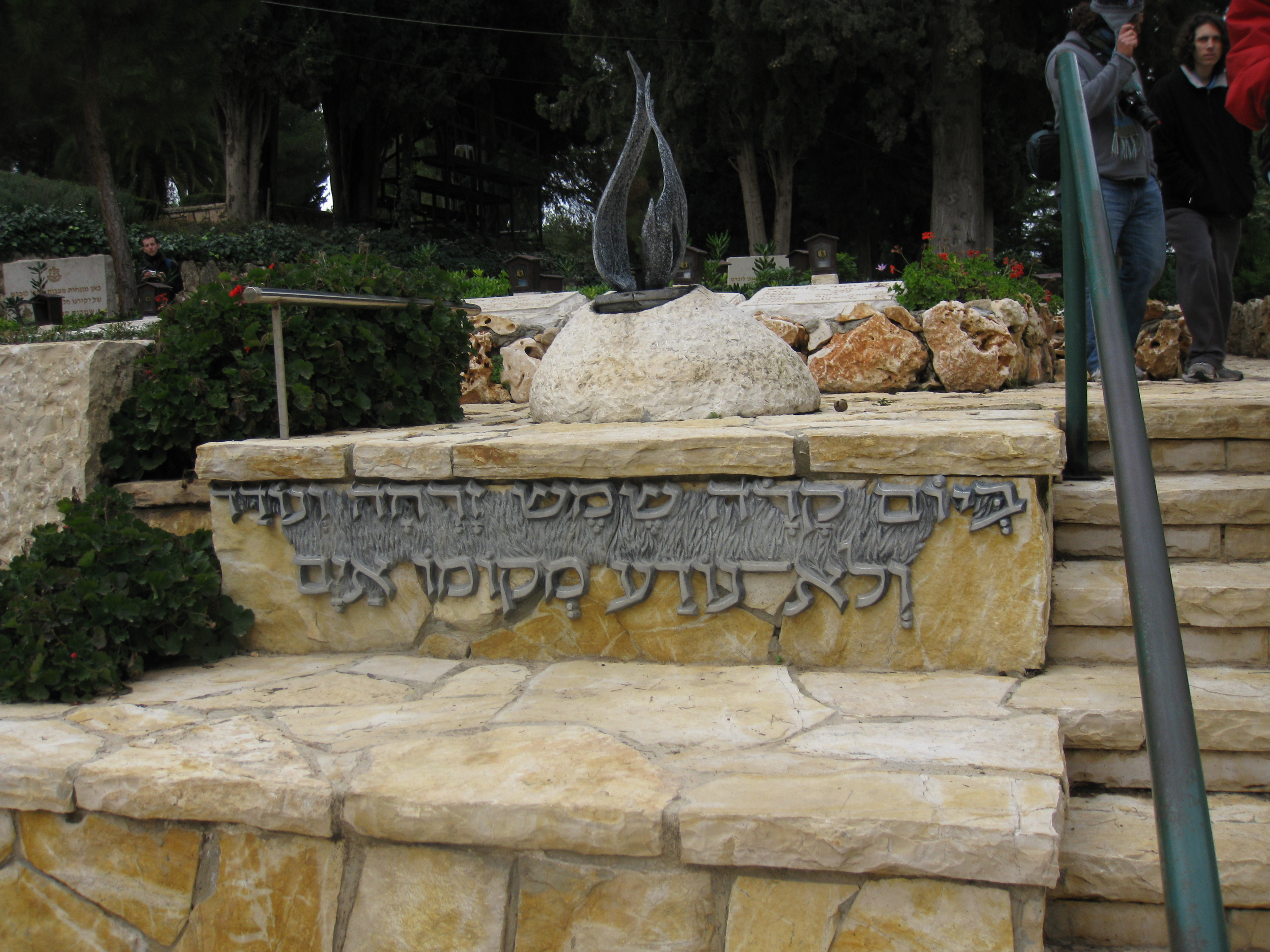
Вічний вогонь
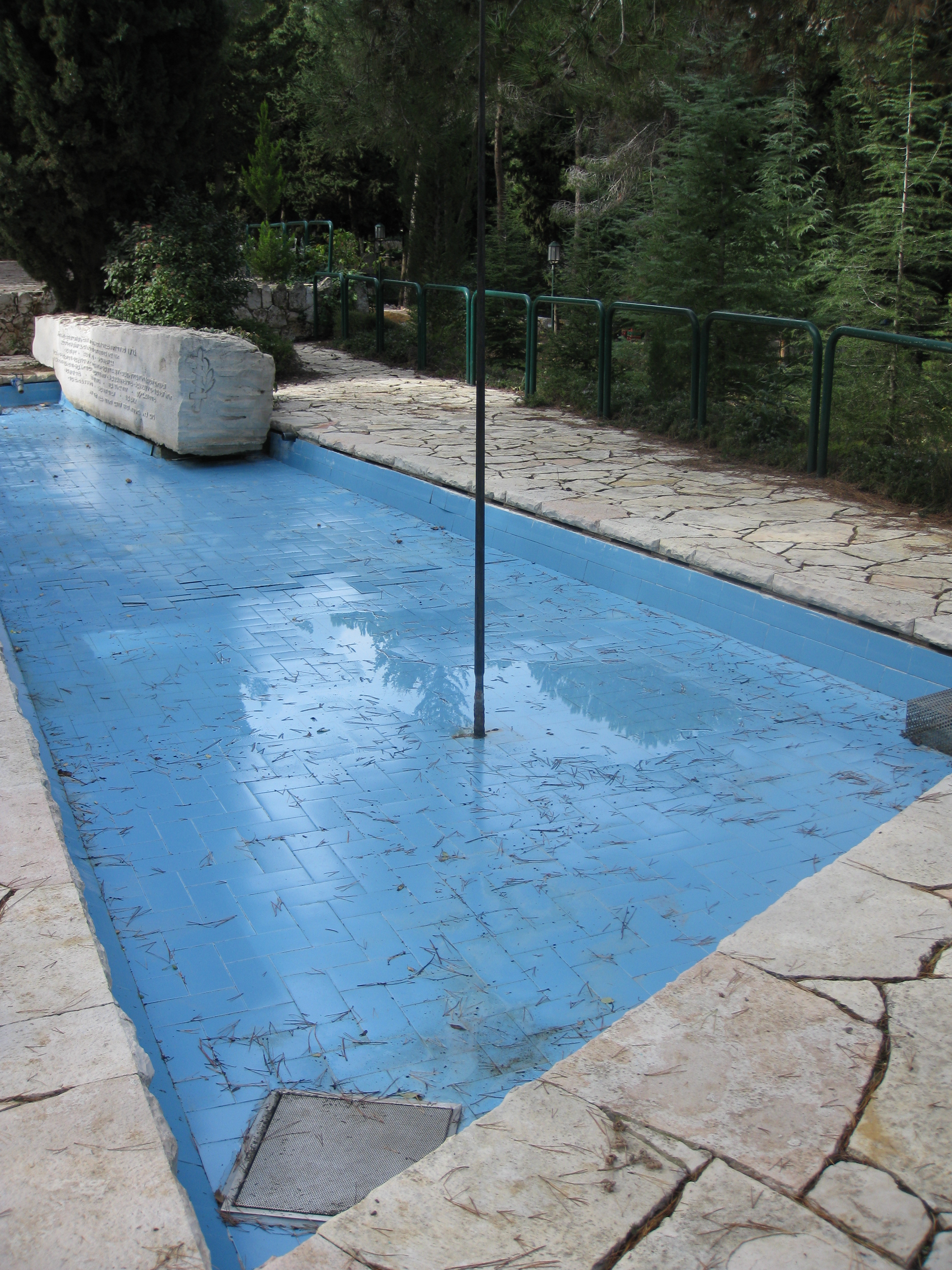
Пам'ятник 23-ом потопленим у морі
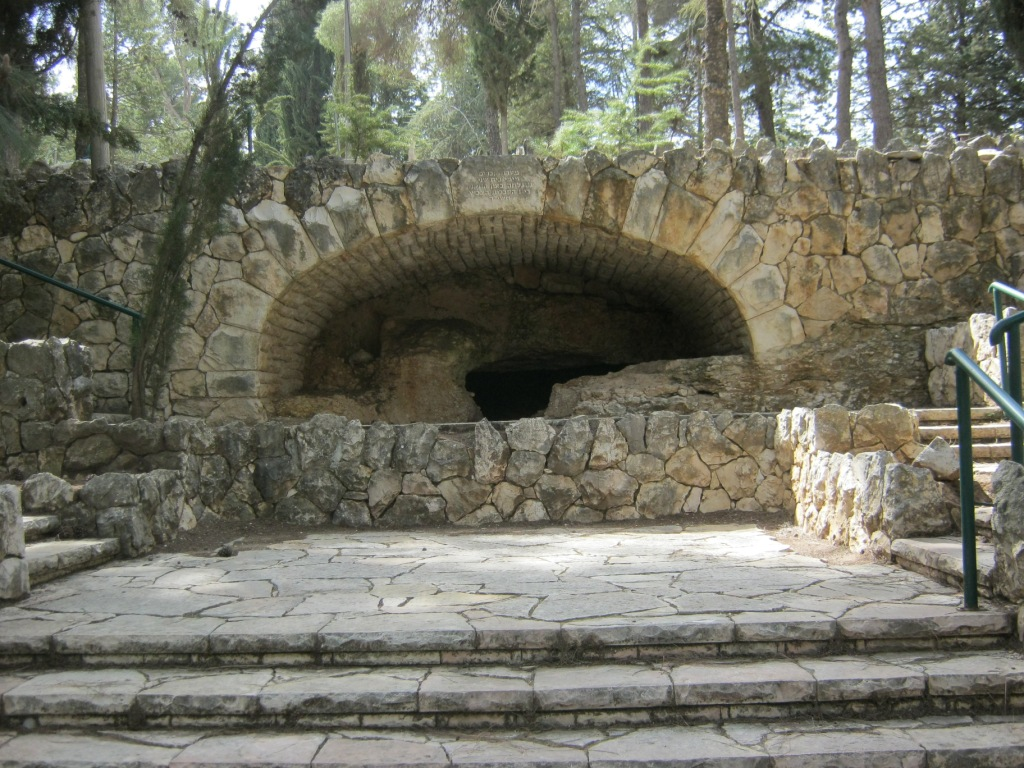
Стародавні єврейські поховання часів Другого Храму